# Benvinda Catarina Rodrigues

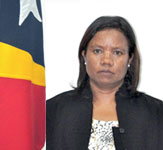
Benvinda Catarina Rodrigues

Benvinda Catarina Rodrigues (* 18. September 1968 in Quelicai, Portugiesisch-Timor) ist eine Politikerin aus Osttimor. Sie ist Mitglied der Partei Frenti-Mudança (FM).

## Biographie
Rodrigues hat ein Studium abgeschlossen im Bereich kommunaler Entwicklung. Von 2003 bis 2007 koordinierte sie die Arbeit der Frauenrechtsorganisation buka hatene in Baucau. Von 2002 bis 2006 war sie Koordinatorin der Organização Popular de Mulheres Timorense (OPMT), der Frauenorganisation der Partei FRETILIN.
Von 2007 bis 2012 saß sie für die Partei Congresso Nacional da Reconstrução Timorense (CNRT) als Abgeordnete im Nationalparlament Osttimors. Hier war sie Sekretärin in der Kommission für Landwirtschaft, Fischerei, Forstwirtschaft, Natürliche Ressourcen und Umwelt (Kommission D) und Vizefraktionsvorsitzende des CNRT. Von 2008 bis 2012 war sie zudem die erste Präsidentin der Organização de Mulheres Partido CNRT (OMP-CNRT).
Von 2012 bis 2015 war Rodrigues eine von zwei Abgeordneten Frenti-Mudança im Nationalparlament Osttimors. Sie war Mitglied in der Kommission für konstitutionelle Angelegenheiten, Justiz, Öffentliche Verwaltung, lokale Rechtsprechung und Korruptionsbekämpfung (Kommission A) und der Kommission für Wirtschaft und Entwicklung (Kommission D). Außerdem war sie die Fraktionschefin der FM im Parlament. Da José Luís Guterres nach Verlust seines Ministeramts ins Parlament zurückkehrte, musste Rodrigues 2015 ihren Sitz räumen.